# Riksdagen 1792
Riksdagen 1792 ägde rum i Gävle. Ständerna sammankallades för att främst lösa finansiella frågor. Det var kung Gustav III:s sista riksdag innan han mördades.

## Bakgrund
Att en landsortsstad valdes till riksdagsort berodde på att Gustav III hoppades att på så sätt kunna förhindra en del misshagliga adelsmän från att komma till riksdagen. I detta syfte förbjöds alla adliga ämbetsmän som inte var huvudmän för någon ätt att motta riksdagsfullmakter, såvida de inte erhöll särskilt tillstånd av kungen. Presidenter vid hovrätter och kollegier förbjöds dessutom att lämna sina ämbetsverk, även om de var huvudmän.
Att kungen utsett just Gävle till riksdagsort berodde på att dess borgerskap under kriget mot Danmark visat sig särskilt tillgivet kungen.
Riksdagskallelsen väckte mycket oro. Man fruktade att kungen tänkte starta ännu ett krig för att slå tillbaka mot franska revolutionen. Det gick också rykten om att han planerade göra en ny statskupp för att tillägna sig fullständigt envälde.

## Talmän och lantmarskalk
Följande talmän för de fyra stånden som utgjorde ståndsriksdagen valdes av Gustaf III:
- Höglovliga Ridderskapet och adeln - Lantmarskalk Eric Ruuth
- Högvördiga Prästerskapet (Prästeståndet) - Ärkebiskop Uno von Troil
- Vällovliga Borgarståndet - Rådmannen i Stockholm Anders Liidberg
- Hedervärda Bondeståndet - Anders Andersson i Tavelsjö

## Riksdagen

Ceremonidräkten som Gustaf III bar vid öppnandet av 1792 års riksdag, och som syddes inför denna. (Livrustkammaren)

Stridsklubba från 1500-talet som Gustaf III använde som sin ordförandeklubba under riksdagen.

Riksdagen inleddes med Riksdagens högtidliga öppnande av Gustaf III i en särskilt uppförd byggnad som skulle fungera som tillfällig rikssal. Det var en timrad byggnad som var 52 meter lång. Till byggnaden fraktades Drottning Kristinas silvertron, riksregalierna fördes också upp från Stockholm och förvarades i Heliga Trefaldighets kyrka i staden. Rikssalsbyggnaden togs efter riksdagen ned, och återuppfördes vid Drottningholms slott som ridhus.
Salen uppfördes på endast 3 veckor och rymde 1 440 personer, samt 300 åskådare. I den samlades riksdagen vid plenum plenorum, men de olika stånden samlades för egna överläggningar på olika platser. Adeln träffades i Sofia Magdalena kyrka, prästerna och bönderna möttes i Gävle gymnasium, medan borgarna möttes i det då nybyggda Gävle rådhus.
Gävle hade vid detta tillfälle omkring 3 000 invånare, och till riksdagen anlände omkring 700 riksdagsmän som alla skulle inkvarteras i staden.
Under riksdagen skedde examensförhör med kronprisen, den blivande Gustav IV Adolf, på Gävle slott där Gustav III och hans uppvaktning bodde under riksdagen.
Det egentliga riksdagsarbetet förlades till ett hemligt utskott med vilket kungen överlade om rikets finanser.

### 27 januari 1792[4]
- Wikisource har originalverk som rör Riksdagen 1792.

I den tillfälligt upförda rikssalen höll kung Gustav III Riksdagens högtidliga öppnande, där han läste upp sitt trontal för de församlade riksdagsmännen av de fyra stånden. Kungen berättade vad som hänt i riket sedan han tillträdde regeringen 1771 och han gav en kort historik om vad som hänt under de senaste 21 åren. Han inleder med det tillstånd riket befann sig i 1771.
| ” | Rikets Grundwalar voro skakade, Dess Sjelfständighet hotad, Dess gamla Agtning (som Edre Förfäder så Ärofullt med deras Blod förwärfwat) försvunnen, Krigshären i lägerwall, Stora Flottan blott på Paperet, den Lilla endast påtänkt, knapt börjad, Rikets sönderslitit af främmande Partier, upoffrat åt någre Stores Ärelystnad, Banquen utan redbart Mynt, ingen enskilt Säkerhet, med et ord Samhället nära att uplösas. Den högstas mäktiga skygd, som så ofta frälsat detta Riket från undergång, uphjelpte Riks-Kroppen. Alt tog et annat skick. Fjorton års lugn följde desse skakningar. Enighet, Samdrägtighet, Inbördes förtroende, lättade Mitt bemödande, hjelpte Min Ungdoms oförfarenhet, understödde Mitt brinnande Nit för at uphjelpa Riket. | „ |

Efter dessa år av samförstånd följde år av svårigheter och krig.
| ” | En annan tid följde denna, det syntes som wi sjelfwe ledsne wid wår Inbördes Lycksalighet, ej woro mägtige at den längre bära, och at den hemliga åtrån, som förer Mänskligheten at ändra tilstånd, ej tillåtit Oss at längre njuta wårt lugn. Det tyngde på Wåra sinnen och ryckte oss utur Wår stillhet. Stormar upkommo, Twedrägts-andan uplifwades, Rikets skakades, Kriget utblossade, och alt syntes i största wåda | „ |

Utöver detta pekade han även på Franska Revolutionen som brutit ut och på de faror som kunde uppstå på grund av den. 
| ” | Sådant har warit loppet af händelserne, som teknat Dessa förflutne Et och Tjugu år; om ej alla lycklige, om ej alla förmånlige, dock alla hedrande för Riket, tjenande at styrka främmande Magter i den tankan, fordom Swenska Namnet sig tilwunnit, af Sweriges Magt då det är förenat, en tanka, som Wåre förre Misshällighets-tider nästan utplånat utur deras minnen; men som gjorde hos dem desto större intryck, som det war åt Edert mod, Eder ståndaktighet förbehållit, at gifwa Edra Samtida detta stora efterdöme, i en tid då et (fordom så mägtigt Folkslag) wår urgamla Bundsförwandt, gifwer et så hiskeligt exempel af de guflige följder, som et tygellöst sjelfswåld til Staters undergång åstadkommer. | „ |

Han nämnder även Freden i Värälä som avslutade Ryska kriget 1790.
| ” | En hedrande Fred har warit frukten af Eder ståndaktighet, en Fred, säker, afsluten emellan twänne Sjelfständige Folkslag, utan annan medlare, än den Inbördes agtning i Europa, genom den Dess Inwånares Tapperhet det förwärfwat, med den styrka en så Mägtig Bundsförwandt det tilstundar. Om Jag därtil något kunnat bidraga, blifwer Min enda förtjenst den, at ej hafwa förtwiflat om Fäderneslandet, at ej hafwa misstagit mig om Nationens oförtrutna styrka i själen, at hafwa wetat wärdera dess Ståndaktighet, dess Ädelmod, dess Nit för Fäderneslandet, at hafwa synts säker at Swenska Folket aldrig swikit deras Konungar då de gått i spetsen för dem. | „ |

Nu är dock tiden att åter samlas och ta hand om de problem som finns, som främst rör de skulder som uppkommit efter kriget. Gustav avslutade talet med en stark förhoppning om framtiden;
| ” | Jag har sammankallat Eder i en tid, då en fanatisk willa nästan skakar alla Länder, och då få af Mine Samtida hade ej litet twekat, at sig blottställa för den gäsning, som stora sammankomster ofta alstra af sig; Men Jag har ej frugtat dem, Jag har litat på Eder tilgifwenhet och på den upriktighet med hwilken Jag wil föreställa Eder de Ämnen, som wi hafwe at rådslå om, och då I med Edert förtroende går emot Mitt, kan af en så ädel förening, ej annat alstras, än gemensamt Väl, Rikets Styrka, Utlänningars Agtning och allmänt Lugn. Det är detta stora Werks fullbordan, det är till dessa wigtiga Rådplägningars lyckliga slut, Jag önskar Eder den Högstas Nåd och Wälsignelser! | „ |

## Riksdagsbeslut
Resultatet av det hemliga utskottets och ständernas överläggningar blev att även den nya statsskulden övertogs av Riksgäldskontoret under ständernas garanti. Hela skuldsumman uppgick nu till omkring 30 miljoner riksdaler. För att skaffa pengar åtog sig ständerna nästan utan motstånd samma tunga extra beskattning som beslutades om vid riksdagen 1789.
Fahnehielmarna som hade införts under Ryska kriget 1788-1790 drogs in och återlöstes av kronan.

## Efter riksdagen
Mordet på Gustav III skedde endast omkring en månad efter riksdagens avslutande, och man mottog nyheten om det och kungens död med stor sorg i Gävle. Historikern Anders Schönberg skriver 1792;
| ” | Öfverallt var en så häftig och bitter sorg, att jag aldrig äfven vid de mest ömmande tillfällen i enskilda hus hvarken själf rönt eller sett dess like. Äfven sådana, som väl förr kunnat lyssna till missnöjets toner, rycktes med af den allmänna känslan, om de hade någon känsla i behåll. Bland allmogen knota och hota karlarne att hämnas konungens död, och qvinnfolken jämra sig och storgråta" | „ |

## Riksrådsdräkten
Gustav III införde även inför riksdagen 1792 en ny dräkt för riksråden, kallad riksrådsdräkt. Denna skulle bäras under den röda riksrådsmanteln. Denna dräkt är till utförandet och snitt samma som den furstliga dräkten, men inte av samma tyg. Den furstliga dräkten är av tyg i silver, medan riksrådets dräkt är blommigt vitt siden med gallerspetsar. Till detta kom även höga stövlar i rött sammet med kant av hermelin.

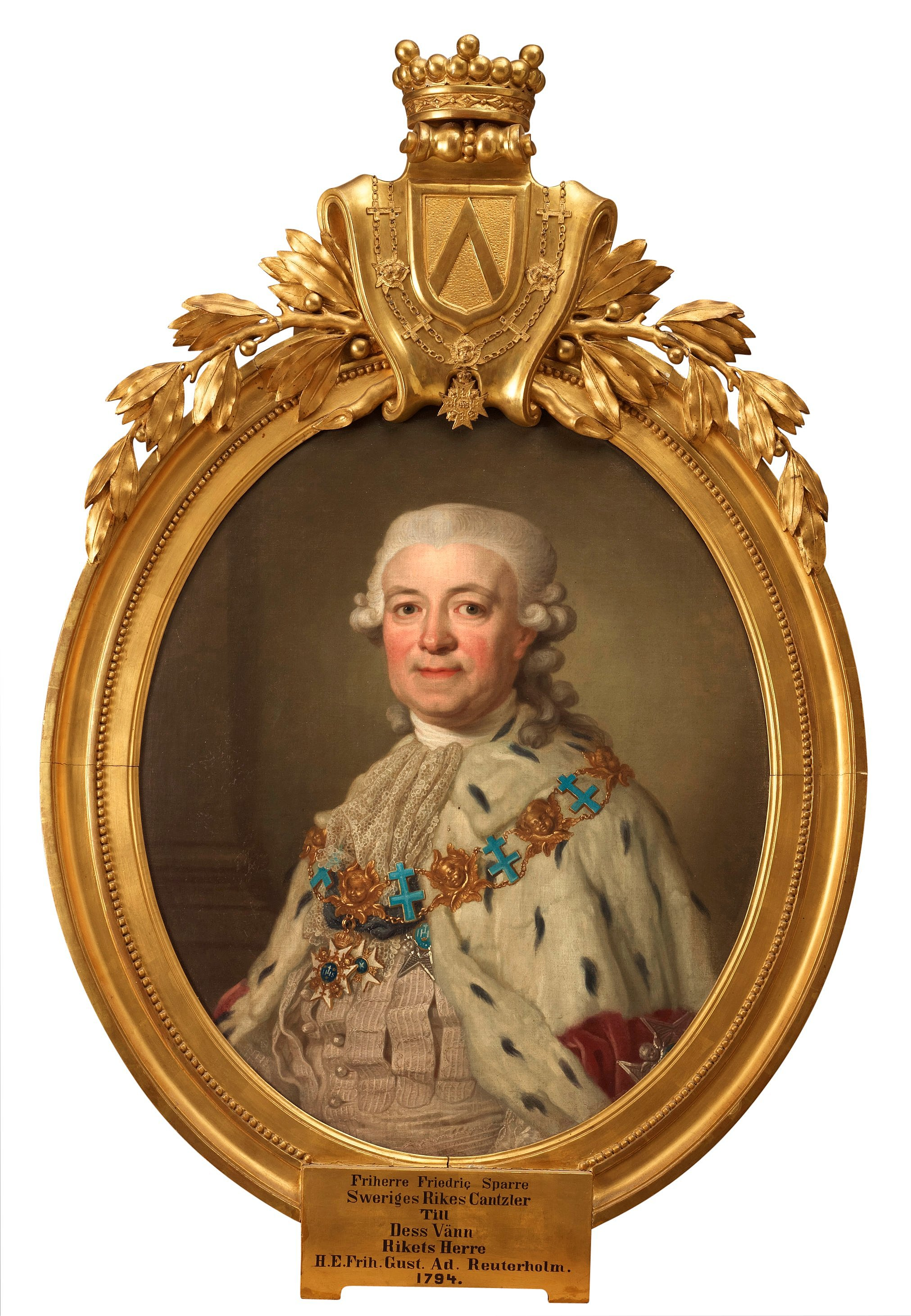
Riksrådet Fredrik Sparre i riksrådsdräkt i vitt siden, samt riksrådsmantel.